# 埔心交流道
埔心交流道位於臺灣台76線的交流道，指標為19.1K的交流道，位於彰化縣埔心鄉，在2004年1月12日通車，可通往埔心鄉與大村鄉。
2011年1月29日，埔心交流道南側聯絡道開放通車。2019年8月30日，埔心交流道北側聯絡道通車，並正式命名為員埔路。
|  | 19 埔心 | 大村 埔心 |

## 鄰近公路
- 縣道144號
- 彰52線
- 彰55線
- 彰61線

## 外部連結
- 台76線埔心交流道示意圖 （页面存档备份，存于）（交通部公路總局）